# Hanriot HD.17
Le Hanriot HD.17 était un hydravion d'entraînement français des années 1920. C'était essentiellement une version à flotteurs de l'omniprésent HD.14 avec une queue révisée et un moteur plus puissant. Plus de 50 exemplaires ont été exploités par l'Aviation maritime, dont sept ont été convertis en avions terrestres.